# Eucoptacra borneensis
Eucoptacra borneensis är en insektsart som beskrevs av Willemse, C. 1962. Eucoptacra borneensis ingår i släktet Eucoptacra och familjen gräshoppor. Inga underarter finns listade i Catalogue of Life.